# ميان مير
القديس محمد معين إسلام المعروف بلقب ميان مير (بالهندية: (साईं मियाँ मीर) (1635-1550)، كان قديس صوفي مسلم مشهورًا أقام في لاهور، وتحديدًا في بلدة دارامبورا (باكستان حاليا). وكان سليلاً مباشراً للخليفة عمر بن الخطاب. يشتهر بكونه المعلم الروحي لدارا شكوه الذي يعتبر ابن للإمبراطور المغولي نور الدين جهانكير. تم التعرف عليه على أنه مؤسس فرع ميان خيل من الصوفية
كان ميان مير صديقًا للأشخاص المحبين لله عز وجل وكان يتجنب الرجال الدنياويين والأنانيين والأمراء الجشعين والنواب الطموحين الذين كانوا يركضون وراء الفقراء للحصول على بركاتهم. ولمنع هؤلاء الأشخاص من القدوم لرؤيته، قام ميان مير بنشر مريديه (تلاميذه) على بوابة منزله

## الولادة
بدا الشيخ محمد المعروف بميان مير، الذي يحظى باحترام كبير في السند، حياته في عام 1550 الموافق 957 هـ كان والده قاضي يعتبر حكيم بارز . كان قاضي سين دوتا الذي ينسب لحضرة عمر بن الخطاب. والدته كانت متعلمة. لقد علمتهم بسلوك سلسلة القادرية وهكذا. وبعد ذلك أصبح تلميذاً للشيخ، أحد شيوخ القادريين البارزين. لفترة طويلة كان حاضرا في خدمة الشيخ. وعندما بلغ الخامسة والعشرين من عمره، جاء إلى لاهور بإذن الشيخ

## البقاء فيلاهور
المكان الذي أقام فيه في لاهور يُسمى موهالا باغبان، والذي يُسمى أيضًا خانبورا هذه الأيام. وكان يولي اهتماماً خاصاً لمحبّيه وتلاميذه. وكان إصلاحه للفكر والحضارة من أولويات النفس. وكان حكمه أن من جاء لمقابلتك تعامله بمرح كبير ووجه ضاحك. وسوف يرحم حالته كثيرًا لدرجة أنه سيكون لديه ثقة مئة بالمئة في أنك لا ترحم إلا حالتي. لكنه كان يراقب عن كثب حالة موتاه. وإذا فعلوا شيئًا مخالفًا للشريعة، فسيمنعونهم تمامًا ويحذرونهم من المستقبل.

## ميان مير والإمبراطورنور الدين جهانكير
ذات مرة، جاء الإمبراطور المغولي نور الدين جهانكير مع كل حاشيته لتكريم الفقير العظيم. لقد جاء بكل الأبهة والعرض الذي يليق بالإمبراطور. لكن حراس ميان مير أوقفوا الإمبراطور عند البوابة وطلبوا منه الانتظار حتى يمنح سيدهم الإذن بالدخول. شعر نور الدين جهانكير بالإهانة. ولم يجرؤ أحد قط على تأخير أو التشكيك في دخوله إلى أي مكان في مملكته. ومع ذلك فقد سيطر على أعصابه وضبط نفسه. وانتظر الإذن. وبعد فترة من الوقت، تم إدخاله إلى حضور ميان مير. غير قادر على إخفاء غروره الجريح، قال نور الدين جهانكير بمجرد دخوله لميان مير ("على عتبة الفقير، لا ينبغي أن يكون هناك حارس"). وكان رد ميان مير هو (حتى لا يدخل الرجال الأنانيون). دارا شيكوه مع ميان مير والملا شاه بدخشي شعر الإمبراطور بالحرج وطلب السماح. بعد ذلك، طلب نور الدين جهانكير بيديه المطويتين، من ميان مير أن يصلي من أجل نجاح الحملة التي كان ينوي إطلاقها لغزو الدكن. في هذه الأثناء، دخل رجل فقير، وأحنى رأسه لميان مير، وقدم أمامه روبية. طلب الصوفي من المتعبد أن يلتقط روبية ويعطيها لأفقر الناس وأكثرهم احتياجًا بين الجمهور. انتقل المريد من درويش إلى آخر لكن لم يقبل أحد الروبية. عاد المريد إلى ميان مير بالروبية قائلاً: "يا سيد لن يقبل أي من الدراويش الروبية. يبدو أنه لا يوجد أحد محتاج قال الفقير مشيراً إلى نور الدين جهانكير: "اذهب وأعطه هذه الروبية". "إنه أفقر الناس وأكثرهم احتياجًا. فهو غير راضٍ عن مملكة كبيرة، بل يطمع في سلطنات الدكن. ولهذا السبب، قطع كل الطريق من دلهي للتسول. جوعه مثل النار التي تحرق.

## ميان مير والسيخية

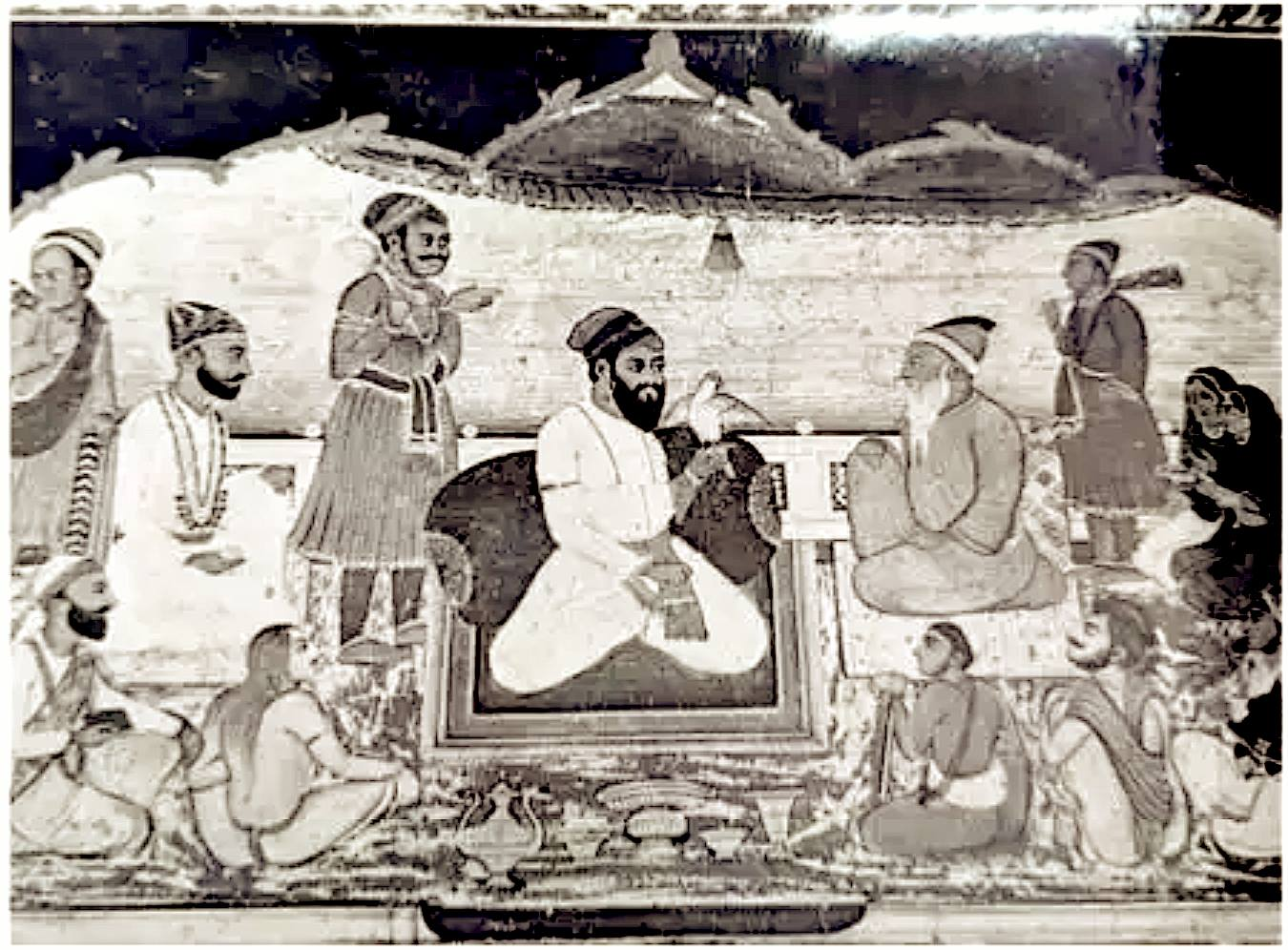
رسمه تخيليه للقاء ميان مير مع الغورو أرجان

وفقا لتقليد السيخية، التقى المعلم الغورو أرجان بميان مير أثناء إقامتهم في لاهور. لم يظهر هذا التقليد في الأدب السيخي المبكر، وتم ذكره لأول مرة في سجلات القرنين القرن الثامن عشر والتاسع عشر. ومع ذلك، فمن الممكن أن يكون هذا التقليد صحيحًا تاريخيًا، وربما تم قمعه خلال الفترة السابقة بسبب صراعات السيخ مع مسلمين المغول والأفغان، وفقًا لكتاب تواريخ البنجاب (1848)، الذي كتبه غلان محيي الدين المعروف بلقب بوت شاه، وضع ميان مير أساس ضريح السيخ هارماندير صاحب (المعبد الذهبي)، بناءً على طلب الغورو أرجان وهذا مذكور أيضًا في العديد من المصادر الأوروبية، بدءًا من ملاحظات واستفسارات البنجاب. حتى تقرير سري دربار صاحب (1929)، الذي نشرته سلطات معبد هارماندير صاحب، قد أيد هذه الرواية. ومع ذلك، فإن هذه الأسطورة لا أساس لها من الأدلة التاريخية. سكينة الأولياء، وهي سيرة ذاتية لميان مير من القرن السابع عشر جمعها دارا شكوه، لم تذكر هذا الحساب الموت والإرث.

## وفاته

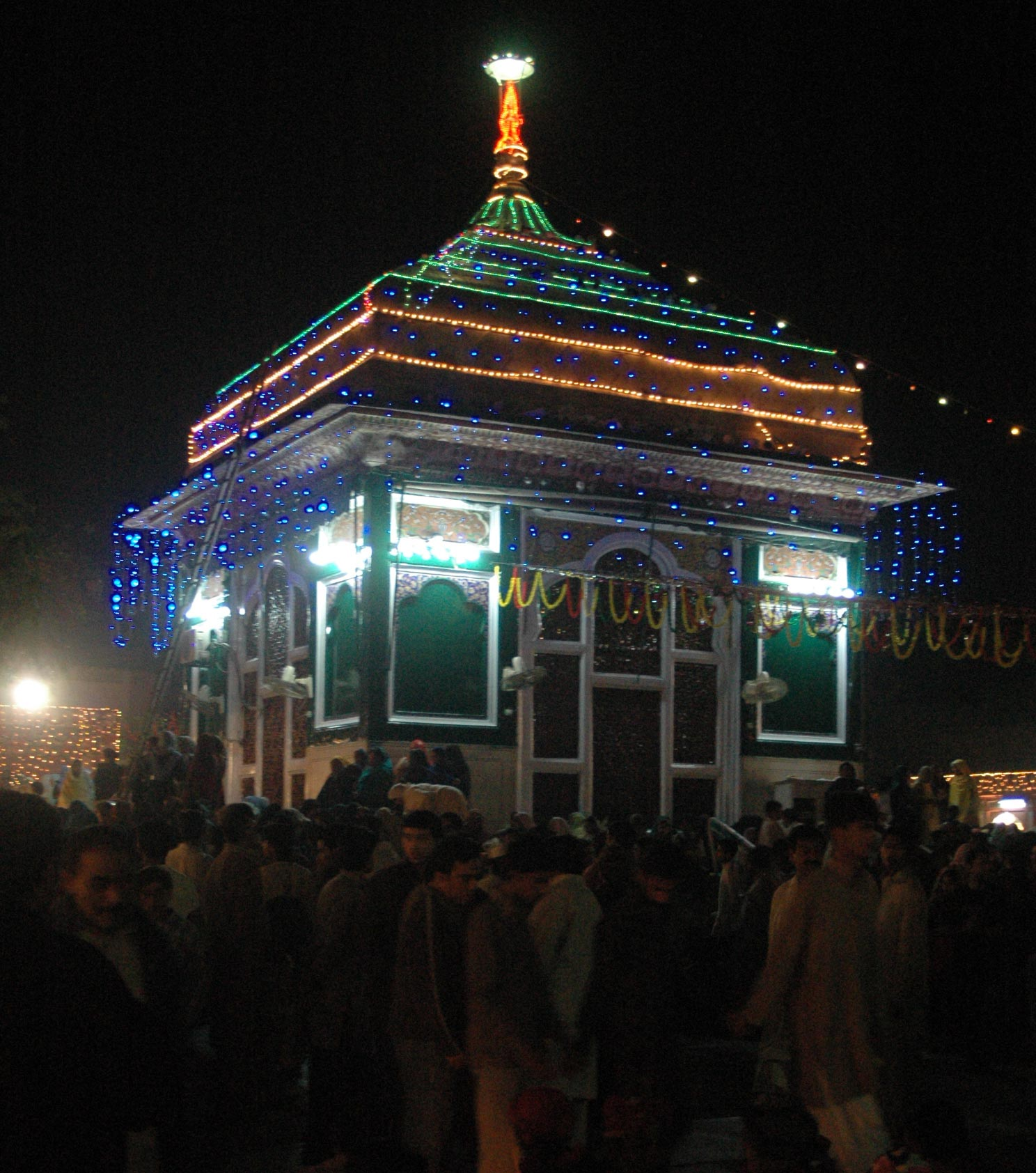
منظر خارجي لضريح ميان مير في لاهور.

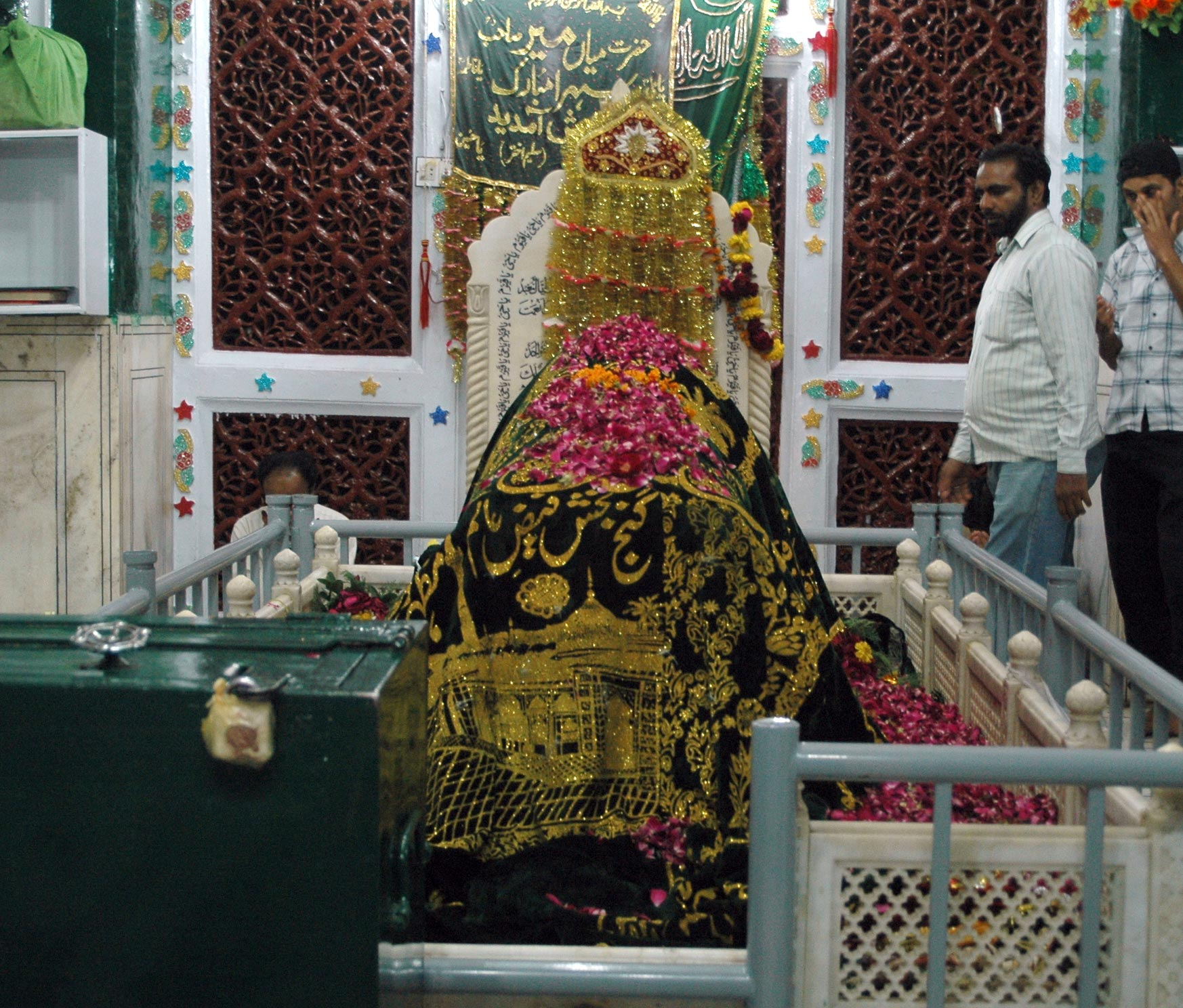
منظر داخلي لضريح ميان مير في لاهور.

بعد أن عاش حياة طويلة من التقوى والفضيلة، توفي ميان مير في 22 أغسطس 1635 (7 ربيع الأول 1045 حسب التقويم الهجري)
كل عام يتجمع الهندوس والمسلمون والسيخ من جميع أنحاء شبه القارة الهندية في المزار لإبداء الاحترام. عندما سأل الصحفي الباكستاني تيمور شامل أحد المتعبدين السيخ الهنود عن سبب قدومهم إلى هناك، قيل له أن ميان مير بالنسبة لهم "إلهي مثل قديسي السيخية". ربما هنا يكمن إرث حضرة ميرا، قديسة الجماهير، التي تحظى بالتبجيل عبر الأديان وخارج الحدود
قرأ خطبة جنازته الأمير المغولي دارا شكوه ، الذي كان من تلاميذ القديس المخلصين. كما يوجد مستشفى يحمل اسمه في لاهور، يُدعى مستشفى ميان مير

### القبر

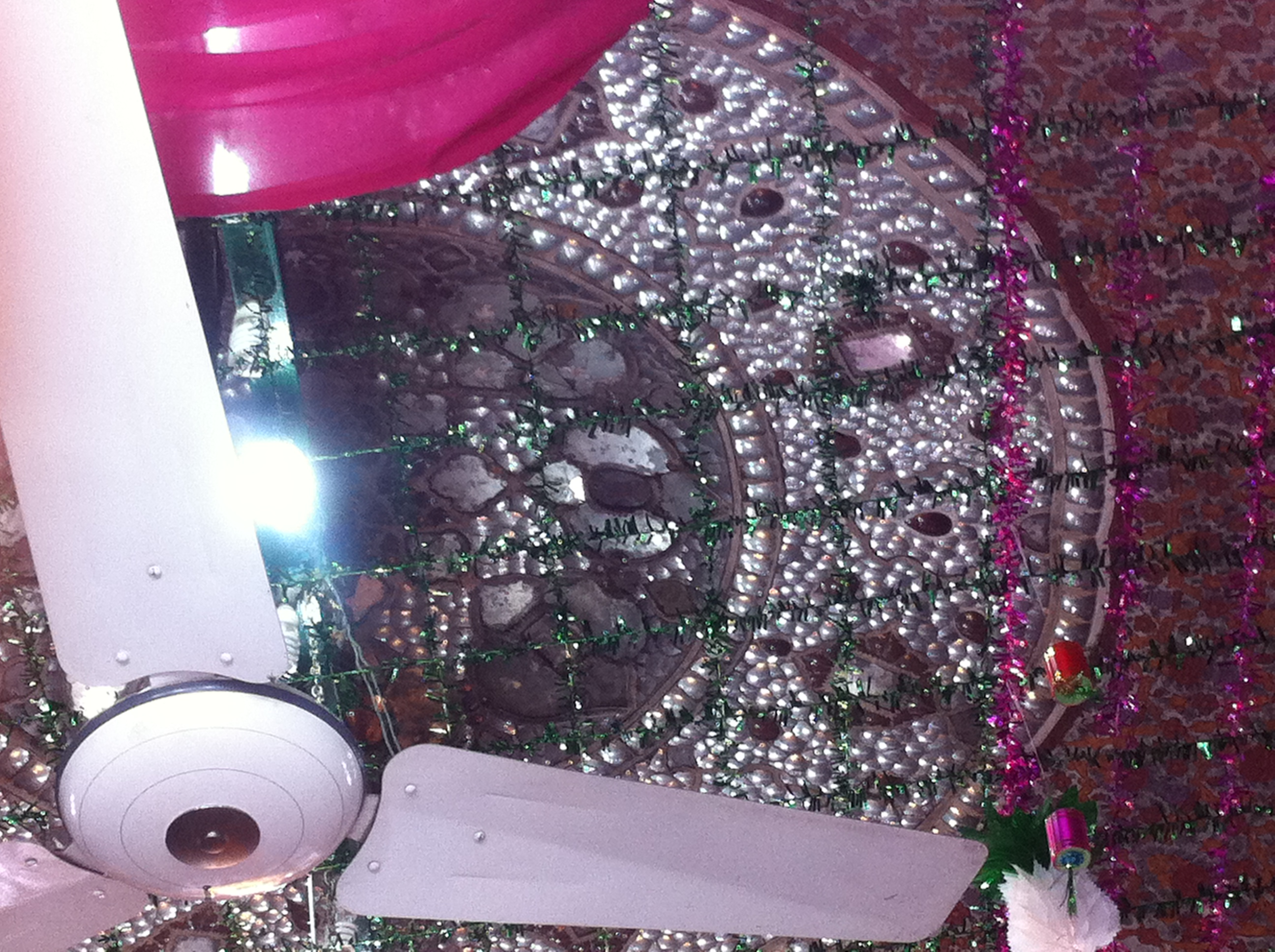
السقف المزخرف بشدة لمقبرة ميان مير

دفن في مكان يبعد عن لاهور نحو ميل بالقرب من علمغانج، أي في الجنوب الشرقي من المدينة. كان الخليفة الروحي لميان مير هو الملا شاه بدخشي . لا يزال ضريح ميان مير يجذب مئات المصلين كل يوم ويحظى باحترام العديد من السيخ وكذلك المسلمين والهندوس. لا تزال الهندسة المعمارية للمقبرة سليمة تمامًا حتى يومنا هذا. يتم الاحتفال بذكرى وفاته ("أورس" باللغة الأردية) هناك من قبل محبيه كل عام

## انظر ايضاً
- دارا شكوه
- نور الدين جهانكير